# Francaltroff
Ne pas confondre l’ancien nom de Francaltroff avec l’ancienne commune de la Moselle Altroff.
Pour les articles homonymes, voir Altroff (homonymie).

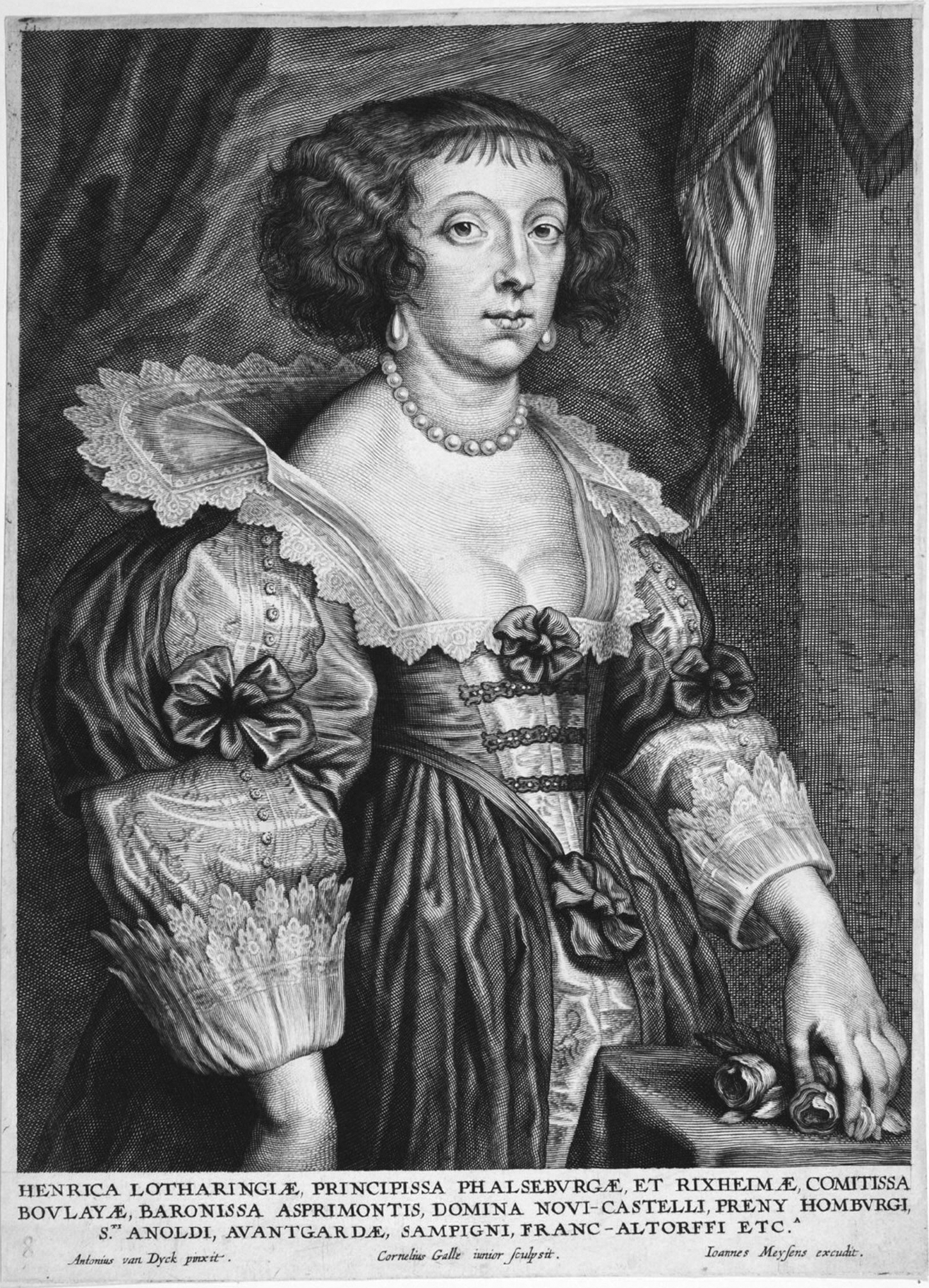
Henriette de Lorraine, seigneur de Francaltroff en 1623 (Cornelis Galle II, 1635-70).

Francaltroff (Freialtdorf en allemand) est une commune française située dans le département de la Moselle, en région Grand Est.

## Géographie

### Accès
| Erstroff            | Freybouse           | Hellimer   |
| Grostenquin         | Francaltroff        | Léning     |
| Virming Neufvillage | Vahl-lès-Bénestroff | Montdidier |

### Hydrographie
La commune est située dans le bassin versant du Rhin au sein du bassin Rhin-Meuse. Elle est drainée par l'Albe, le ruisseau Kuhmattgraben, le ruisseau le Brouque, le ruisseau le Lenzbronn, le ruisseau Beimattgraben et le ruisseau de Langrech.
L'Albe, d'une longueur totale de 33,3 km, prend sa source dans la commune de Rodalbe et se jette  dans la Sarre à Sarralbe, après avoir traversé douze communes.

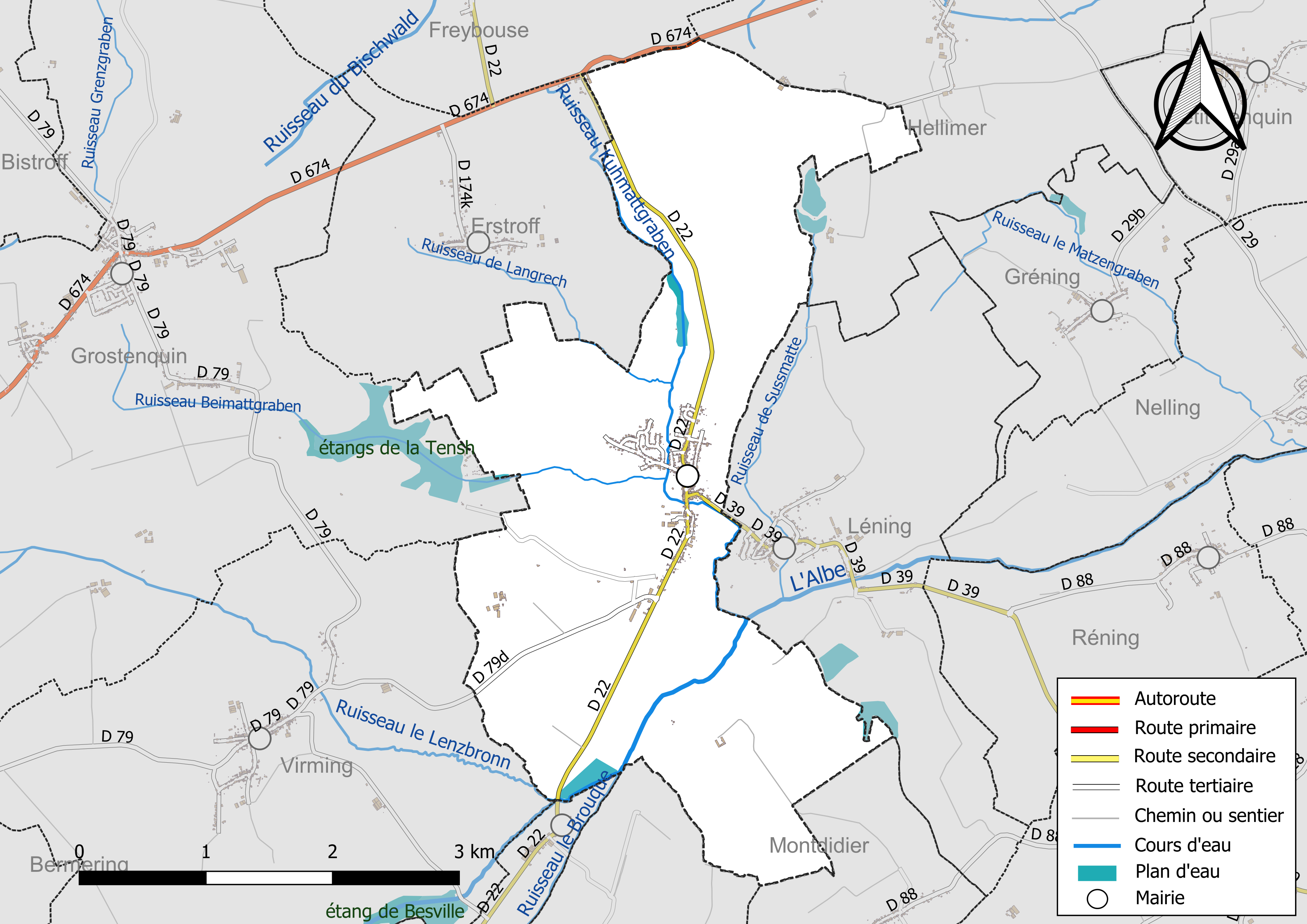
Réseaux hydrographique et routier de Francaltroff.

La qualité des eaux des principaux cours d’eau de la commune, notamment de l'Albe, peut être consultée sur un site spécial géré par les agences de l’eau et l’Agence française pour la biodiversité.

### Climat
Pour des articles plus généraux, voir Climat du Grand Est et Climat de la Moselle.
En 2010, le climat de la commune est de type climat des marges montargnardes, selon une étude du Centre national de la recherche scientifique s'appuyant sur une série de données couvrant la période 1971-2000. En 2020, Météo-France publie une typologie des climats de la France métropolitaine dans laquelle la commune est exposée à un climat semi-continental et est dans la région climatique  Lorraine, plateau de Langres, Morvan, caractérisée par un hiver rude (1,5 °C), des vents modérés et des brouillards fréquents en automne et hiver. 
Pour la période 1971-2000, la température annuelle moyenne est de 10 °C, avec une amplitude thermique annuelle de 17 °C. Le cumul annuel moyen de précipitations est de 789 mm, avec 12 jours de précipitations en janvier et 9,2 jours en juillet. Pour la période 1991-2020, la température moyenne annuelle observée sur la station météorologique de Météo-France la plus proche, « Kappelkinger_sapc », sur la commune de Kappelkinger à 8 km à vol d'oiseau, est de 10,6 °C et le cumul annuel moyen de précipitations est de 772,6 mm. 
La température maximale relevée sur cette station est de 38,8 °C, atteinte le 25 juillet 2019 ; la température minimale est de −19,6 °C, atteinte le 26 décembre 2010,,. 
Les paramètres climatiques de la commune ont été estimés pour le milieu du siècle (2041-2070) selon différents scénarios d'émission de gaz à effet de serre à partir des nouvelles projections climatiques de référence DRIAS-2020. Ils sont consultables sur un site spécial publié par Météo-France en novembre 2022.

## Urbanisme

### Typologie
Au 1er janvier 2024, Francaltroff est catégorisée bourg rural, selon la nouvelle grille communale de densité à sept niveaux définie par l'Insee en 2022.
Elle est située hors unité urbaine et hors attraction des villes,.

### Occupation des sols
L'occupation des sols de la commune, telle qu'elle ressort de la base de données européenne d’occupation biophysique des sols Corine Land Cover (CLC), est marquée par l'importance des territoires agricoles (79 % en 2018), une proportion sensiblement équivalente à celle de 1990 (79,6 %). La répartition détaillée en 2018 est la suivante : 
terres arables (50,6 %), prairies (28,1 %), forêts (16,7 %), zones urbanisées (4,3 %), zones agricoles hétérogènes (0,2 %), eaux continentales (0,1 %). L'évolution de l’occupation des sols de la commune et de ses infrastructures peut être observée sur les différentes représentations cartographiques du territoire : la carte de Cassini (XVIIIe siècle), la carte d'état-major (1820-1866) et les cartes ou photos aériennes de l'IGN pour la période actuelle (1950 à aujourd'hui).

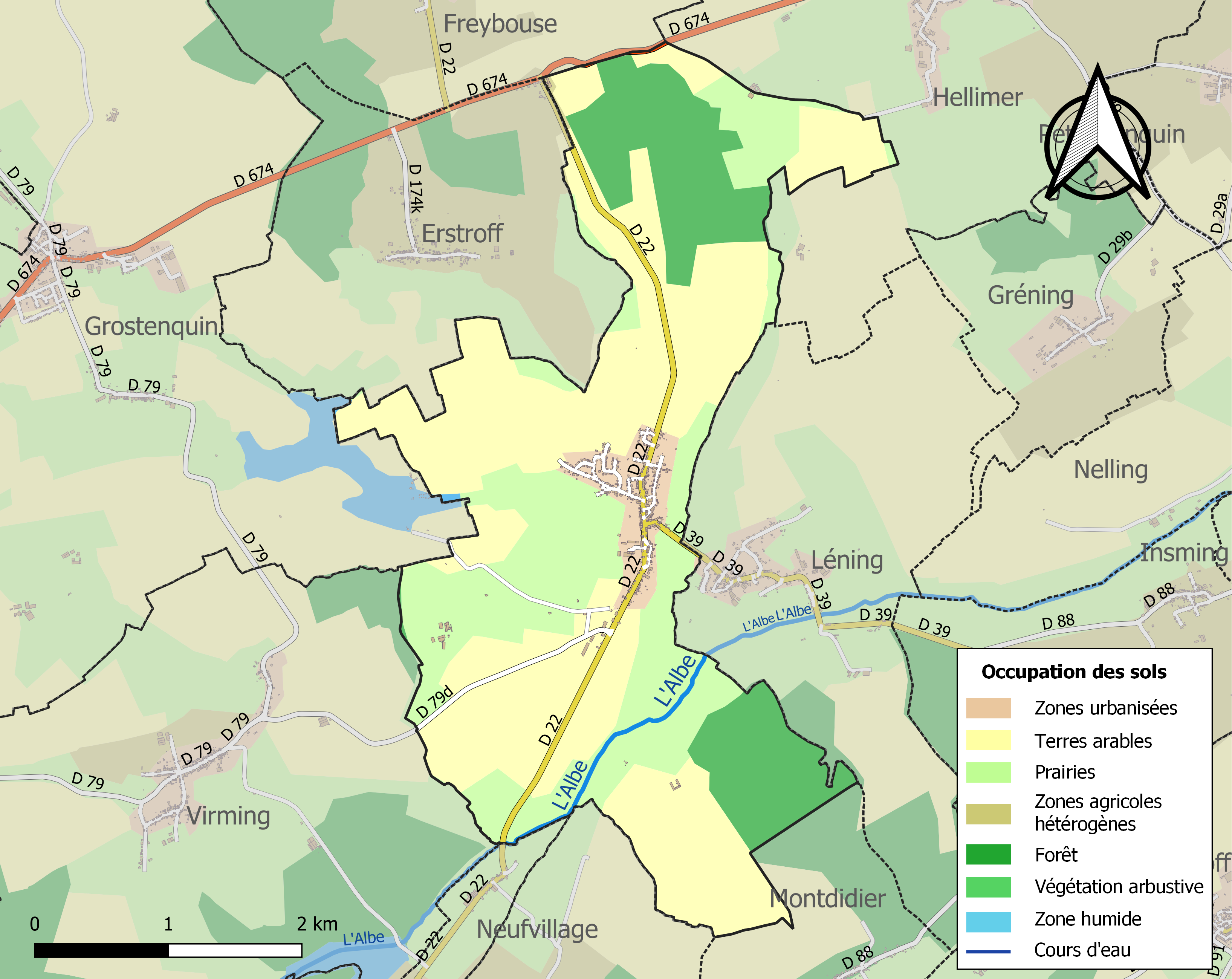
Carte des infrastructures et de l'occupation des sols de la commune en 2018 (CLC).

## Toponymie
Du germanique alt « vieux » + dorf « village », au XVIIe siècle apparaît un deuxième adjectif : frei « libre », traduit ensuite par franc en français.
Ancien noms: Altorf (787 et 1476), Altorph et Altorff (1339), Altorff et Alstorff (1525), Altorff (1587), Freyaltroff (1590), Alstorf-lès-Leyningen (1594), Frey-Altroff (1628), Franc-Altorff (1630), Franc Altroff (1775), Altroff (1790), Freialtdorf (1871), Francaltroff (1919).

## Histoire

### Du Moyen Âge à la fin de l'indépendance lorraine
La plus ancienne mention de Francaltroff se trouve  dans une charte de l’évêque Enguerrand de Metz datant de l’an 787. À la suite de Stoffel,  la plupart des auteurs contemporains admettent que  « Altorf  juxta Tannae villam » fait référence à  Francaltroff près de Grostenquin.
Francaltroff semble avoir fait initialement partie du comté de Marimont dont elle a été détachée  dès le XIIIe siècle. Morcelée au gré des héritages, la petite seigneurie de Francaltroff fut possédée par diverses familles nobles de Lorraine allemande et des États voisins.
En 1387, le chevalier Simund von Kastel engage la moitié des biens et revenus qu’il possède à « Altdorf près de Lendingen » à Simund Wecker von Zweibrücken-Bitsch jusqu’au remboursement de 180 Gulden d’or.
Le plaid annal qui s’est tenu à Francaltroff en 1578 mentionne comme coseigneurs fonciers et haut-justiciers de Francaltroff :  Alexandre de Braubach (1/6 ), Guillaume Kranz de Geispolsheim,  bailli d’Allemagne (1/6), Catherine de Raville, veuve Pallant (1/3) et le comte Jean de Nassau-Sarrebruck (1/3).
La seigneurie de Francaltroff était depuis des temps immémoriaux un franc-alleu du duché de Lorraine ce qui fut confirmé, à la faveur d'une requête des sieurs de Braubach et de Pallant, par une ordonnance du duc Charles III datée du 18 décembre 1590. C’est là sans doute l’origine des noms « Frey Altroff » ou « Franc Altroff » souvent utilisés à partir du XVIIe siècle.
Le duc Henri II de Lorraine réunit en 1623 ses fiefs lorrains de Francaltroff et Léning à la seigneurie de Lixheim qui fut érigée en 1629 en principauté immédiate du Saint-Empire romain germanique par Ferdinand II de Habsbourg en faveur de Louis de Guise, baron d'Ancerville et de son épouse Henriette de Lorraine, sœur du duc Charles IV de Lorraine. À la suite du décès sans postérité d’Alexandre de Grimaldi, neveu par alliance et héritier du dernier époux d’Henriette de Lorraine, l’éphémère principauté de Lixing est réintégrée au duché de Lorraine en 1707.
Les cinq sixièmes de la seigneurie de Francaltroff ont été acquis en 1711 à la barre de la cour souveraine de Lorraine par François Bleickhard baron d’Helmstatt, seigneur d’Hingsange et de Bischoffsheim, capitaine au service du roi de France de la succession vacante du prince de Lixing. Un sixième de la seigneurie de Francaltroff appartenait en 1775 à monsieur de Gallonnier de Varize.
Vers 1740 la famille d'Helmstatt fit construire à Francaltroff un nouveau château « couvert d’ardoises avec un  corps de logis double de 100 pieds de face, précédé d’une très vaste et grande cour » afin de remplacer l’ancien château ruiné. La famille d’Helmstatt n’y résidait semble-t-il pas souvent. Après  l’acquisition du comté de Morhange en 1742, ils y firent construire vers 1769 un nouveau château qui devint leur principal lieu de résidence au détriment d’Hingsange et de Francaltroff.  À la veille de la Révolution,  le château était « tenu à ferme d’un anabaptiste ».
Conformément aux dispositions du Traité de Vienne (1738), le duché de Lorraine perd son indépendance en 1766 à la suite du décès du duc Stanislas Leszczyński. Le village de Francaltroff  est alors rattaché à la province de Lorraine placée sous la souveraineté du roi de France.

### De la Révolution française aux guerres duXXesiècle
Les cahiers de doléances d’Altroff rédigés le 16 mars 1789, témoignent de l’injustice du système féodal et des nombreux litiges entre les villageois et le comte d’Helmstatt qui semble avoir été âpre au gain et fort peu conciliant. En 1790 la province de Lorraine est divisée en départements. Francaltroff est  rattachée sous le toponyme d’ « Altroff » au département de la Meurthe et devint même pour quelque temps chef-lieu d’un canton du district de Dieuze avant d’être rattachée au canton d’Albestroff.

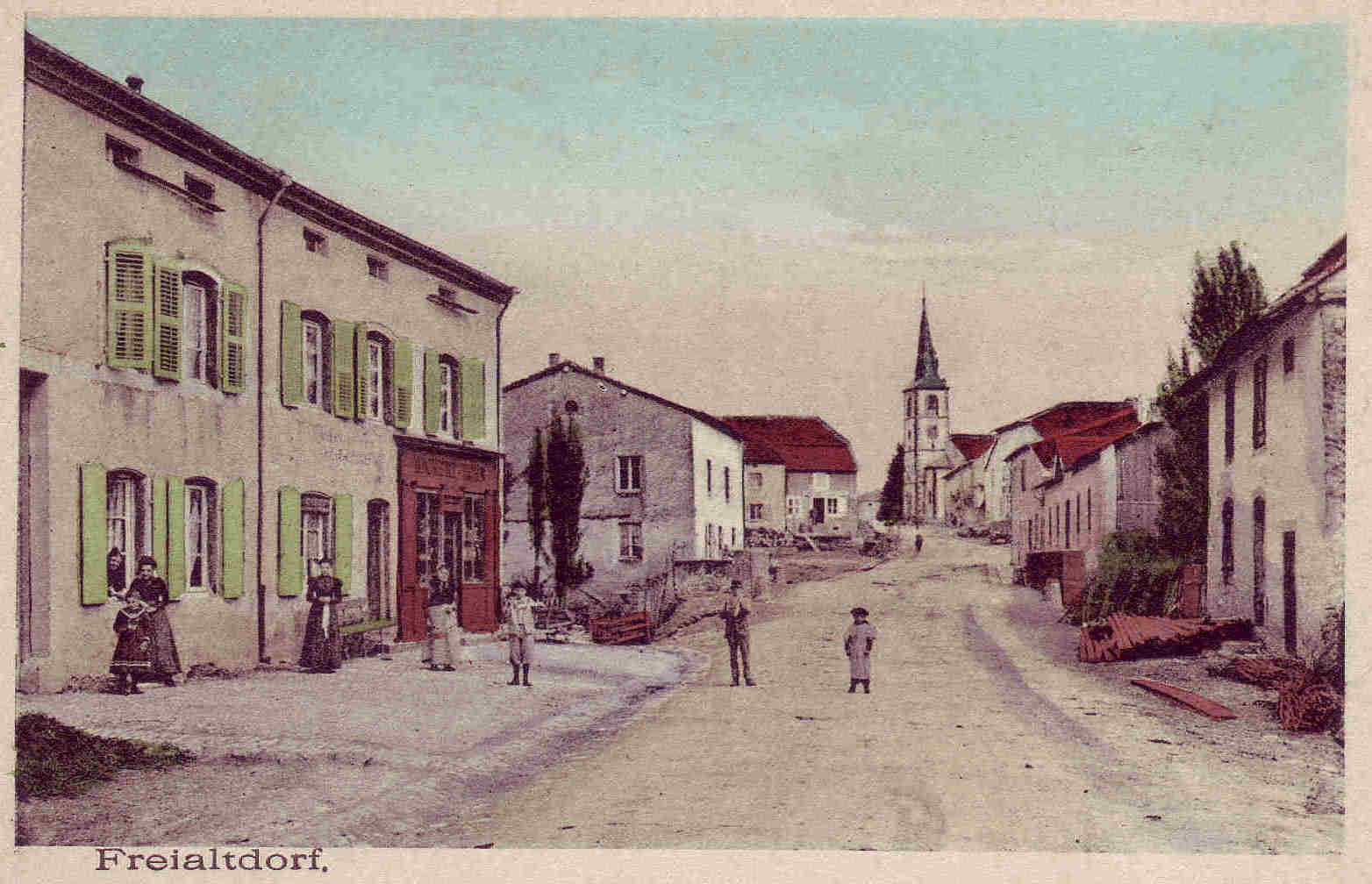
Carte postale de Francaltroff (« Freialtdorf») en 1915.

À l’issue de la guerre franco-prussienne de 1870, « Altroff » est annexé à l'Empire allemand en vertu du traité de Francfort. La commune prend le nom de « Freialtdorf» et est rattachée au district de Lorraine, l’un des trois districts administratifs de l'Alsace-Lorraine.
Conformément à l’article 27 du Traité de Versailles, la commune redevient française en 1919. Elle prend alors le nom actuel de Francaltroff et est rattachée au nouveau département de la Moselle qui adopte les limites administratives du district de Lorraine. De 1940 à 1945, le village est occupé par l’Allemagne et annexé de facto au troisième Reich qui l’incorpore au Gau Westmark. La commune subit d’importantes destructions  lors des combats de  1944.

## Politique et administration
| Période                                  | Période   | Identité              | Étiquette | Qualité |
| ---------------------------------------- | --------- | --------------------- | --------- | ------- |
| Les données manquantes sont à compléter. |           |                       |           |         |
| mars 1989                                | mars 1995 | Jean-Marie Zimmermann |           |         |
| mars 1995                                | mars 2008 | René Rueff            |           |         |
| mars 2008                                | mai 2020  | Bruno Bintz           |           |         |
| mai 2020                                 | En cours  | Daniel Cufer          |           |         |

## Démographie
L'évolution du nombre d'habitants est connue à travers les recensements de la population effectués dans la commune depuis 1793. Pour les communes de moins de 10 000 habitants, une enquête de recensement portant sur toute la population est réalisée tous les cinq ans, les populations de référence des années intermédiaires étant quant à elles estimées par interpolation ou extrapolation. Pour la commune, le premier recensement exhaustif entrant dans le cadre du nouveau dispositif a été réalisé en 2007.

En 2022, la commune comptait 759 habitants, en évolution de −0,39 % par rapport à 2016 (Moselle : +0,52 %, France hors Mayotte : +2,11 %).
| 1793 | 1800 | 1806 | 1821 | 1831  | 1836  | 1841  | 1846  | 1851  |
| ---- | ---- | ---- | ---- | ----- | ----- | ----- | ----- | ----- |
| 726  | 834  | 886  | 973  | 1 189 | 1 208 | 1 178 | 1 157 | 1 067 |

| 1856  | 1861  | 1871  | 1875 | 1880 | 1885 | 1890 | 1895 | 1900 |
| ----- | ----- | ----- | ---- | ---- | ---- | ---- | ---- | ---- |
| 1 007 | 1 041 | 1 009 | 947  | 912  | 797  | 782  | 780  | 727  |

| 1905 | 1910 | 1921 | 1926 | 1931 | 1936 | 1946 | 1954 | 1962 |
| ---- | ---- | ---- | ---- | ---- | ---- | ---- | ---- | ---- |
| 716  | 716  | 600  | 601  | 595  | 611  | 552  | 517  | 582  |

| 1968 | 1975 | 1982 | 1990 | 1999 | 2006 | 2007 | 2012 | 2017 |
| ---- | ---- | ---- | ---- | ---- | ---- | ---- | ---- | ---- |
| 563  | 558  | 564  | 615  | 678  | 739  | 748  | 742  | 771  |

| 2022 | - | - | - | - | - | - | - | - |
| ---- | - | - | - | - | - | - | - | - |
| 759  | - | - | - | - | - | - | - | - |

## Culture locale et patrimoine

### Héraldique
| Blason de Francaltroff | Blason  | D'argent à la fasce de gueules, au rencontre de cerf crucifère d'or brochant sur le tout. |
| Blason de Francaltroff | Détails |                                                                                           |

### Lieux et monuments

#### Édifices civils

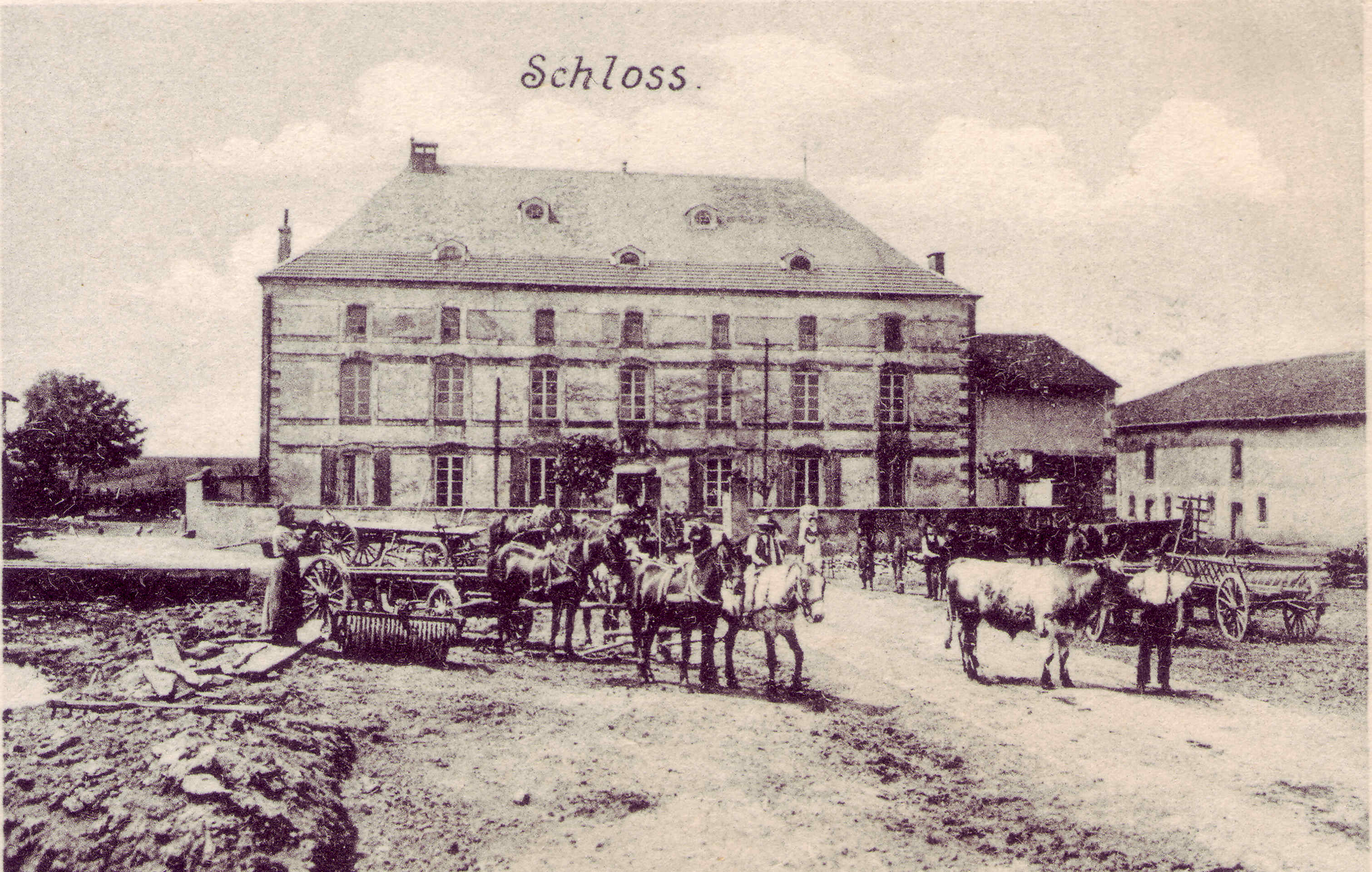
Château des comtes d'Helmstatt en 1905.

- Passage au nord de la commune d'une voie romaine venant du vicus de Grostenquin[33].
- Vestiges du château de Francaltroff construit vers 1740 par la famille d’Helmstatt. De plan rectangulaire il était couvert d'un toit d'ardoises à croupes. Il présentait une façade à trois niveaux de sept travées, soulignés par des bandeaux de grès. La porte d'entrée était surmontée d'armoiries[34]. Vendu comme bien national à la Révolution le château a été laissé à l’abandon par ses divers propriétaires, ses ruines ont été vendues dans les années 1970 à la commune pour le franc symbolique puis rasées. Il n’en subsiste que les communs.

#### Édifices religieux

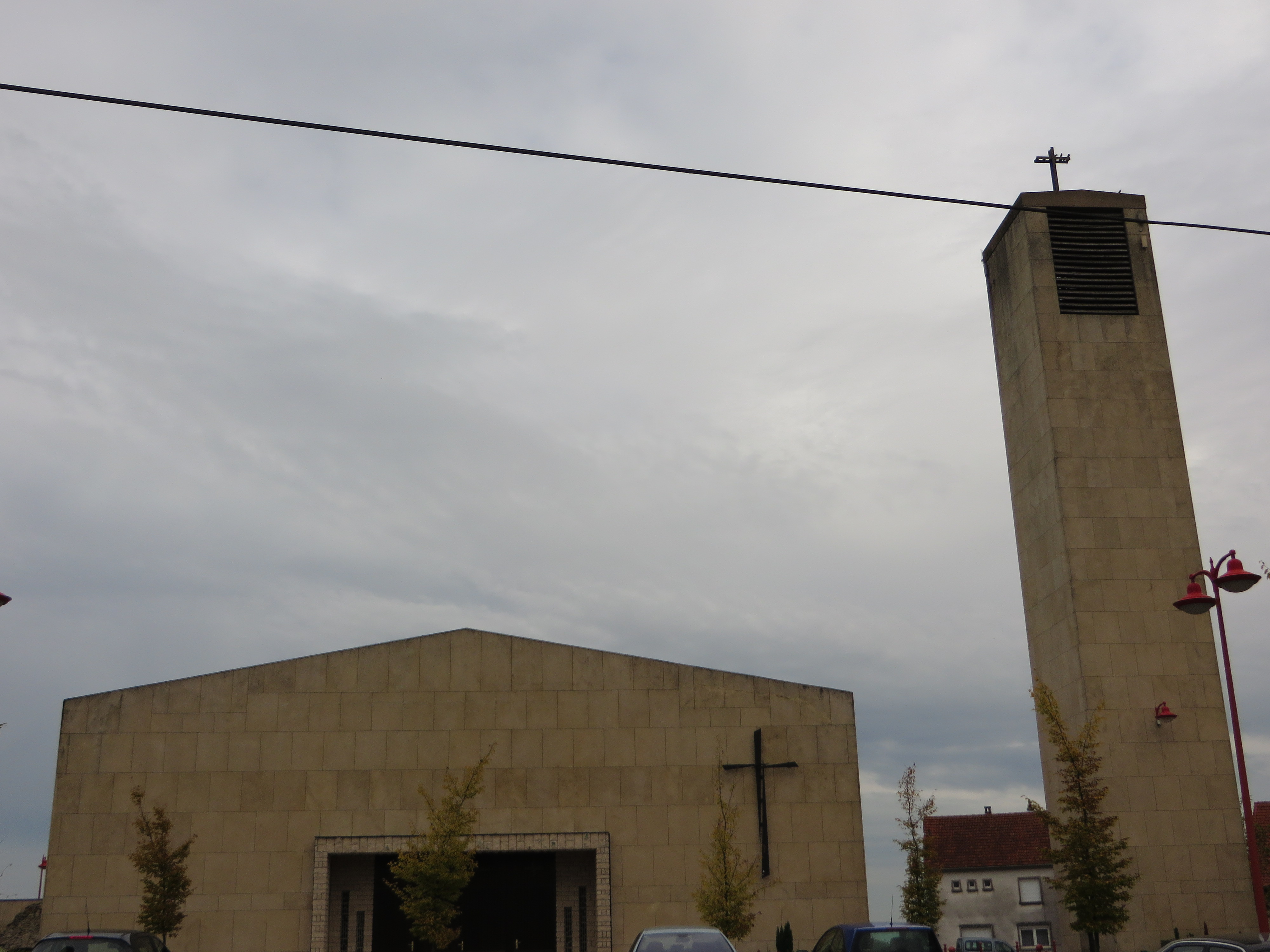
Église Saint-Hubert

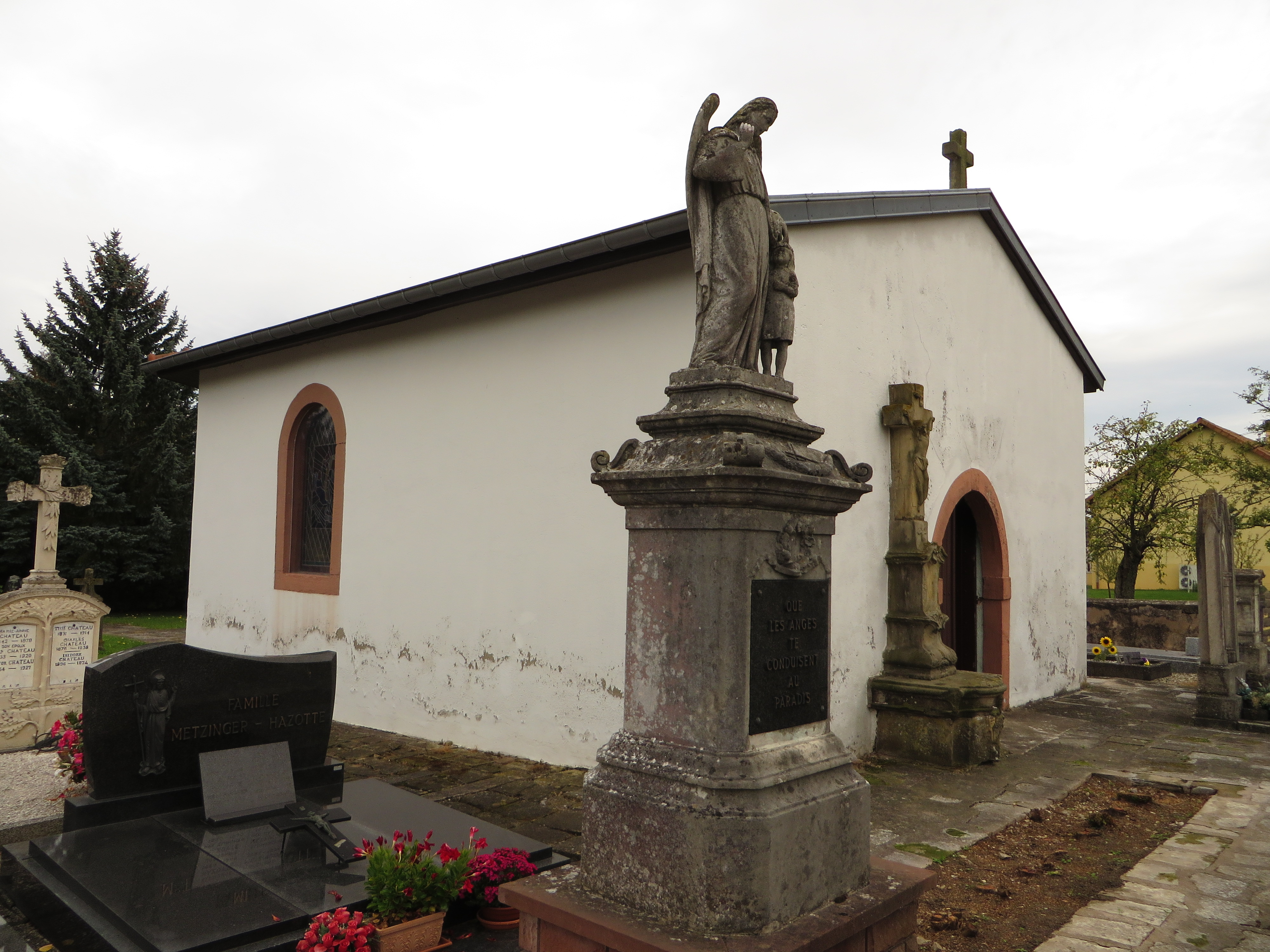
Chapelle Sainte-Barbe au cimetière.

- Francaltroff demeura une annexe de la paroisse catholique de Léning jusqu’à la Révolution. Une chapelle dédiée à saint Hubert y fut construite au XVIIIe siècle et desservie par  un vicaire résidant. Ce n’est qu’à partir de 1750 que Francaltroff eu ses propres registres paroissiaux[35].
- L'église Saint-Hubert actuelle a été reconstruite après les destructions de 1944.
- Vitraux de Baccarat.
- Chapelle Sainte-Barbe XVIIIe siècle, au cimetière.

### Personnalités liées à la commune
- Joseph Lévy, père de Paul Lévy (journaliste) (1876-1960)

## Pour approfondir